# Демидов, Павел Евгеньевич
Па́вел Евге́ньевич Деми́дов (13 августа 1971 года, Москва – 23 августа 2020, массив Арабика) — российский спелеолог, наиболее известен своими исследованиями сложных пещер, особенно как руководитель экспедиций команды «Перово-спелео» в пещеру им. А. Верёвкина на массиве Арабика в Абхазии, которая с 2017 года является самой глубокой пещерой в мире.

## Детство, образование и карьера
Родился в Москве в семье Евгения Павловича Демидова, инженера-агротехника, и Эльвины Ивановны Мазеиной, электромонтажника на ракетном производстве. После окончания московской школы Nº 668 в 1988 году, учился на факультете навигации в Одесской морской академии (1988—1994). Учёба включала полтора года морской практики на Чёрном и Средиземном морях на учебных и торговых судах. Поскольку в то время для него не было подходящей работы на российском торговом флоте, он вернулся в Москву в 1994 году. Поработав в различных сферах деятельности, в том числе и отработав 7 месяцев на борту российского рыболовного судна на архипелаге Фиджи в 2004 году в качестве представителя судовладельца, Tuna Fishing Company, он много лет занимался высотными работами.

## Спелеология
Во время школьных экскурсий в горы Крыма, Западного Кавказа и во время ежегодных поездок в село Верхняя Сысерть на Среднем Урале, где жила его бабушка, Демидов проявлял особенный интерес к природе и альпинизму. Чтобы лучше познакомиться со скалолазанием, он в 2000 году записался в спелеологическую школу Перовского спелеоклуба в Москве. Пещера Заблудших на хребте Алек, недалеко от Черного моря, была первой пещерой, которую он посетил в феврале 2000 г. Эта пещера, открытая в 1966 году, часто посещается спелеологическими школами до сифона на  глубине 420 м, так как она достаточно сложная и глубокая. Демидов и еще трое участников спелеологической школы: Пётр Любимов — Петя, Константин Зверев — Костя и Роман Зверев сумели обойти сифон и обнаружили за ним новую часть пещеры. В 2000 году они совершили еще 5 экспедиций: 3 в ту же пещеру, одну в пещеру на Скалистом хребте и одну в пещеру имени А. Верёвкина, которая была обнаружена в 1968 году, повторно открыта в 1982 году и в 1986 году исследована до  глубины 440 м. Экспедиция 2000 года была первой в эту пещеру после войны в Абхазии 1992—1993 годов, а также первой экспедицией с использованием техники SRT. Поскольку в центральной России нет крупных пещер, спелеологические исследования всегда проводятся в форме экспедиций, которые обычно занимают от трёх недель до одного месяца.
В 2002 году Демидов, Любимов и Зверевы основали команду «Перово-спелео». В августе 2002 года первой пещерой, в исследование которой команда внесла большой вклад, стала пещера Only Stones на массиве Арабика в районе Дзоу. Пещера, открытая итальянцами, находится недалеко от озера, на высоте 2000 м над уровнем моря и имеет высокий вход. В то время её глубина составляла 200 метров, и удалось пройти её до глубины 360 метров. Во время экспедиции в августе 2004 года они обнаружили пещеру Вятскую в том же районе. Only Stones закончилась большим завалом, а так как пещера Вятская продолжалась, они провели в неё еще несколько экспедиций. Через несколько лет она достигла глубины 453 м. После 2001 года Демидов и команда также исследовали несколько пещер на Бзыбском массиве, прилегающем к Арабике, например, пещеру Хабю в 2001 году, пещеру Напра в 2001-2003 гг. и Пантюхинскую пещеру в 2008 г. Команда Перово-спелео также участвовала в экспедициях других спелеологических клубов, в пещеру Крубера-Воронья на Арабике в 2005 году, в пещеру Снежная на Бзыби в 2016 году.

Пещера Верёвкина - профиль с поверхностью, север-юг с запада

## Пещера Верёвкина
Когда в 2000 году команда приступила к работе в пещере Верёвкина, её глубина была 440 м, с узким и длинным меандром на дне. Необходимо было переносить выкопанный материал очень далеко от места работ. В ноябре 2002 года снова пошли на дно пещеры в составе: Демидов, Костя, Петя, Григорий Саневич — Гриша, Даниил и Филипп Чередниченко из Санкт-Петербурга. По пути к выходу решили поискать какое-то другое продолжение. На глубине 120 м они обнаружили узкий меандр, по которому Демидову удалось пройти к верху колодца. Пещера продолжалась. Каждый год до 2010 года в 6 экспедициях команда продолжала исследования, следя за тягой воздуха в ходах на дне колодцев. В 2010 году они вышли в меандр на глубине от 320 до 340 м, где остановились и прекратили дальнейшее прохождение пещеры.
В феврале 2007 года «Перово-спелео» приступила к дальнейшим исследованиям пещеры Московской. Пещера также находится в районе Дзоу, в 1980-х годах она была исследована до глубины 980 м; вход находится на высоте 2307 м над уровнем моря. Евгений Стародубов, единственный оставшийся участник команды, которая первоначально исследовала Московскую, передал пещеру «Перово-спелео» для её дальнейшего изучения. Они совершили 5 экспедиций в эту пещеру. Во второй экспедиции прорыли узкий меандр, обошли сифон и достигли глубины 1000 м. Дальнейшие экспедиции привели к глубине 1250 м, где подземный ручей впадает в сифон. За работу в пещере Московской команда под руководством Демидова получила самую высокую награду России за достижения в спелеологии — медаль А. Морозова в 2011 году. В последующих экспедициях, последняя из которых состоялась в 2015 году, было обнаружено несколько боковых ветвей пещеры, но ни одна из них не обошла сифона на дне. Когда в августе 2015 года команда вернулась на абхазское побережье, в Гагру, они встретили Алексея Барашкова, нового президента спелеоклуба «Перово», где начиналась спелеологическая карьера участников команды. Они также исследовали пещеру Верёвкина, и в 2009 году, когда они ехали в пещеру из Гагр, на трассе высоко в горах грузовик ГАЗ-66 перевернулся, двое спелеологов получили травмы, один — тяжёлые. Из-за этой аварии спелеоклуб «Перово» прекратил исследования в пещере Верёвкина до 2012 года. В 2013 году они прорвались через узкий проход на новом дне (где «Перово-спелео» остановились в 2010 году) на глубине 340 м и вышли на перекресток двух меандров. В одном была сильная тяга, в другом — проточная вода (ветвь Нарния). Они пошли по воде и потеряли два года; в этой части, было очень узко. В 2015 году они решили разведать меандр с тягой и, немного раскопав, добрались до следующего колодца, примерно на глубине 360 м, где остановились из-за нехватки верёвки и времени. Так как оба клуба работали в пещере, «Перово-спелео» под руководством Демидова решила продолжить работы в пещере Верёвкина от этого колодца. Зимой 2015/16 года возникли трудности с заброской в пещеру, поэтому следующая, очень небольшая экспедиция состоялась в июне 2016 года. На дне последней 30-метровой шахты Евгений Кузьмин обнаружил продолжение — Бабатунду, самый глубокий колодец в пещере, глубиной 155 м. Пещера достигла глубины 630 м.

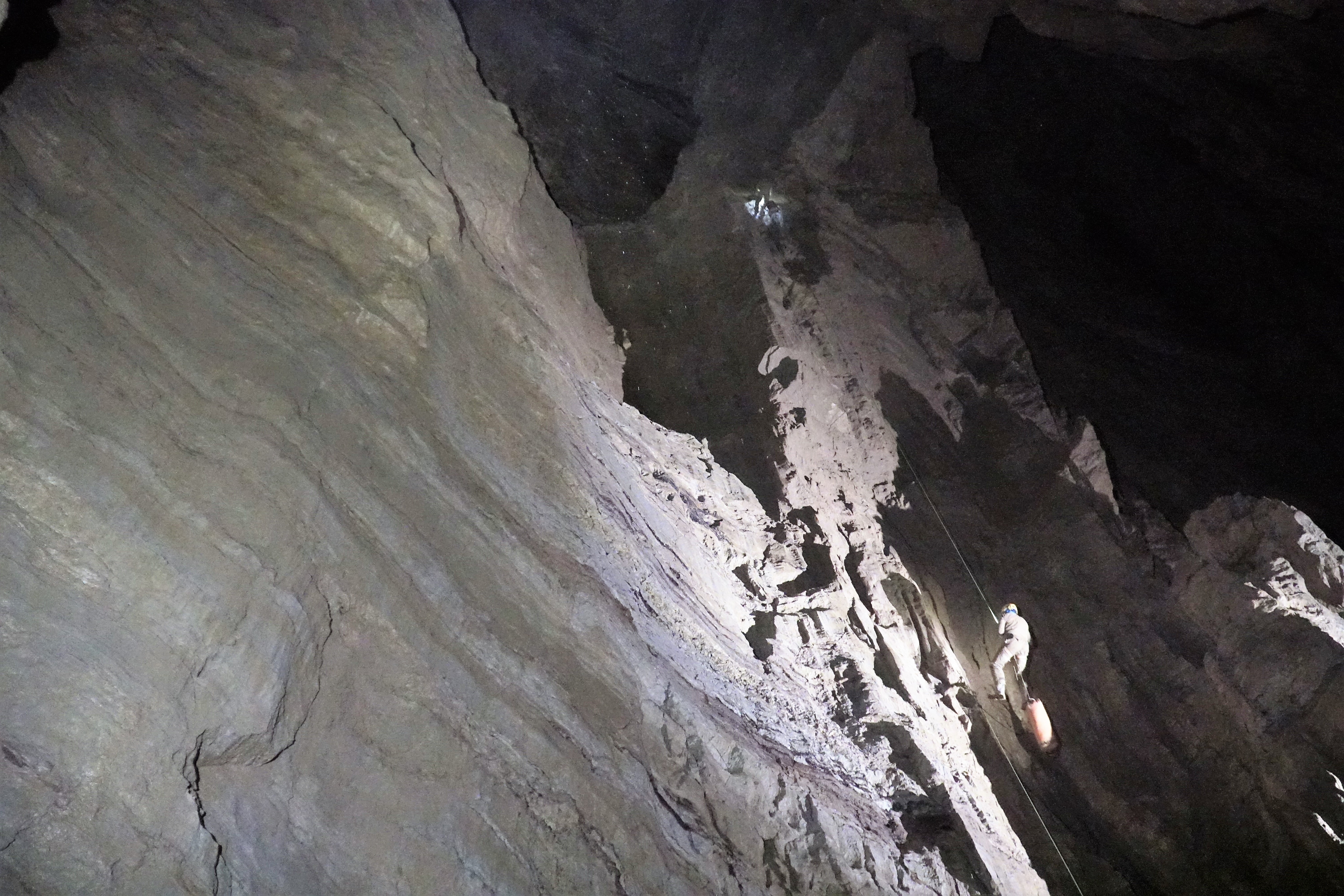
Демидов поднимается в колодце Бабатунда, пещера Верёвкина. Автор Пётр Любимов.

В августе 2016 г. совместная экспедиция обеих команд, «Перово-спелео» и спелеоклуба «Перово», достигла в пещере глубины 1000 м, с возможностью продолжения.. Во время следующей экспедиции этих же двух команд в октябре и ноябре 2016 г. пещера была пройдена до глубины 1350 м, но снег на выходе стал неожиданностью, дороги были непроходимыми, транспорт не смог подъехать, и участники экспедиции шли три дня по глубокому снегу, чтобы спуститься в долину. Новая экспедиция в феврале 2017 года с вертолетной  заброской ко входу достигла глубины 1832 м. Пещера Верёвкина стала второй по глубине в мире, после пещеры Крубера-Воронья. Достижение принесло команде «Перово-спелео» с Демидовым во главе премию Международного союза спелеологов (UIS) в 2017 году, в категории «Самое значительное открытие/исследование». В начале августа 2017 г. спелеологи спелеоклуба «Перово» спустились на глубину 2155 м, где нашли сифон и вернулись. В середине августа команда «Перово-спелео» с чешским спелеологом Зденеком Дворжаком исследовала 7 км новых горизонтальных ходов, достигла подземной реки с расходом воды 500 литров в секунду и двумя сифонами на глубине 2204 м. Пещера Верёвкина стала самой глубокой пещерой в мире.
В феврале 2018 года небольшая экспедиция из 4 человек под руководством Демидова достигла глубины 2212 м, самой глубокой точки пещеры на дне сифона «Капитан Немо». Затем последовало несколько экспедиций, включая фото-выход на дно пещеры в сентябре 2018 года с английским спелео-фотографом Робби Шоном, во время которого спелеологи попали в паводок из-за ливня на поверхности, который затопил нижний уровень пещеры. Во время экспедиции в августе 2019 года команда спелеоклуба «Перово» обследовала новые туннели пещеры на нижнем уровне и длина пещеры была увеличена до 17,5 км.
Демидов также помогал проводить научные исследования в пещере, от измерения температуры и давления воды до поиска новых видов животных. Результаты исследований пещеры Верёвкина были представлены на нескольких международных мероприятиях среди широкой аудитории, и опыт Демидова был интересен мировому спелео-сообществу.

## Другие мероприятия
В октябре 2006 года Демидов участвовал в международной экспедиции в пещеру Гар Парау в Иране, в июле 2007 года он присоединился к команде CAVEX в пещере Сима ГЕСМ в Природном парке Сьерра-де-лас-Ньевес в Испании, в сентябре и октябре 2007 года и в сентябре 2010 года он принял участие в китайско-англо-российской экспедиции в глубокие пещеры Тяньсина, Китай. В ноябре 2012 года Демидов посетил пещеру Гран-Каверна-де-Санто-Томас в долине Виньялес, Куба, в августе 2013 года пещеры Северной Македонии. В августе 2014 года он участвовал в другой экспедиции команды CAVEX в Испанию, в пещеру Сима де лас Пуэртас Илламина (BU56). В январе 2017 года он принял участие в международном спелеологическом совещании MenteSpeleo2017 в Италии, а в ноябре 2017 года в семинаре по спасению в пещерах на массиве Чатыр-Даг в Крыму. В июне 2018 года он присоединился к исследованию пещеры W le Donne в Италии.
В 2004 году Демидов работал на судне на островах Фиджи, где также жило много русских экспатриантов, и возвращался туда несколько раз. С ноября 2008 г. по март 2009 г. он пересек главный остров Вити-Леву пешком, но переход через второй остров, Вануа-Леву в 2012 году закончился на полпути неудачей из-за укуса осы, из-за которого потребовалась госпитализация. С января по май 2019 года совершил поход по горам острова Вити-Леву. Пещеры Фиджи его не заинтересовали.

## Гибель
Из-за пандемии COVID-19 спелеологические экспедиции в глубокие пещеры на массиве Арабика летом 2020 года были отменены, но, когда 1 августа вновь открылась граница с Абхазией, несколько экспедиций всё же отправились на Арабику. Демидов присоединился к экспедиции команды CAVEX в пещеру Интеграл, расположенную к северу от пещеры Верёвкина, со входом на высоте 2345 м над уровнем моря и глубиной 200 метров. 23 августа 2020 года в пещере двойка Демидов и Станислав Хомяков вышла к меандру, который является последней исследованной точкой пещеры, на глубине 305 метров. Меандр начинается небольшой узостью среди камней и глыб на дне обвального зала. Оба спелеолога легко преодолели это препятствие и, пройдя короткий меандр, вышли к небольшому уступу. Демидов отправился обратно за верёвкой, а Хомяков остался очищать уступ от опасных камней. Через некоторое время Хомяков, обеспокоенный долгим отсутствием Демидова, полез обратно. Он увидел, что произошел обвал глины и камней. Демидов находился в центре этого обвала и не подавал признаков жизни. Последовала спасательная операция, и 1 сентября тело Демидова было поднято на поверхность.